# ひとりぼっちの君に
『ひとりぼっちの君に』（ひとりぼっちのきみに）は、1998年7月2日から9月17日までTBS系列で放送されたテレビドラマである。放送時間は毎週木曜21:00 ‐21:54（JST）。全12話。

## 概要
浜田雅功（ダウンタウン）が『人生は上々だ』『竜馬におまかせ!』以来約2年ぶりにドラマの主演を務めた。万引きを繰り返す生意気な少年を演じる濱田岳（当時10歳）にとっては、このドラマがデビュー作である。このドラマの映像ソフト化はされていない。

## ストーリー
35歳にして定職を持たずにいる国松新太郎（浜田雅功）は、叔母である星野遥子（加賀まりこ）にコンビニエンスストア経営を誘われ大阪から上京してきた。しかし全くやる気が感じられず、店員の本多里美（永作博美）らに早速嫌われてしまう。ある日、ひとりの少年、日比野雄大（濱田岳）が万引きをする。その少年はこの店の万引きの常習犯であった。
生意気な性格である雄大に対して腹を立たせながらも、両親がいないという少年の心境を考える新太郎は優しく、そして時に厳しくしながらも世話を見る。新太郎と夏休みだけの約束で共に同居することになったが、雄大には悪い万引きグセがある。実は雄大は父には捨てられ母には夜逃げされて捨てられており、自分で独立して生活しようと思っての万引きだった。多難な状況の下、里美を含めたそんな三人の中に知らず知らずのうちに深い関係が築きあがって行く。

## キャスト
国松 新太郎（くにまつ しんたろう） - 浜田雅功（ダウンタウン）
コンビニエンスストア「ホリデーマート」店長、35歳。定職に就かず、叔母の遥子に5百万円もの借金を抱えていたが、叔父が亡くなったため、借金返済のためにホリデーマートの店長に任命される。両親は故人。男三兄弟の末っ子だが、兄弟仲は悪い。いい加減でやる気のない振る舞いが多く、周囲とたびたび衝突するが、雄大とのふれあいを通じて本当の大人として成長していく。アパートの向かいの部屋に居住する里美とは口論が絶えないが、次第に意識しあう仲となる。
本多 里美（ほんだ さとみ） - 永作博美
ホリデーマート店員、26歳。離婚歴がある。カメラマンを志し、夜間は専門学校に通う。講師である篠木とは不倫関係にあり、篠木を愛しつつも罪悪感に苛まれている。新太郎に対しては強気な態度で接し、口論が絶えないが、篠木と別れたことで、新太郎を意識するようになる。
日比野 雄大（ひびの ゆうだい） - 濱田岳
小学4年生、10歳（昭和63年6月28日生まれ）。学校へはまったく顔を出さず、ホリデーマートでたびたび万引きを働く悪ガキだが、両親に蒸発され、小学生でありながら自立しようと思っての行為であった。夏休みの間だけということで新太郎と同居することとなり、学校へも通い始める。新太郎をバカにし、憎まれ口を叩くが、雨に濡れて熱を出したところを医者に診せてもらったり、いじめに遭った自分を助けてくれたりと恩義に感じている節もあり、慕っている。自分のせいで里美を怪我させてカメラを壊したことに責任を感じ、年齢をサバ読んで早朝の新聞配達のアルバイトをするなど根は優しい。夏休みが終わると、石川県に住む伯父宅に引き取られた。
栗林 重三（くりばやし しげぞう） - 蟹江敬三
診療所医師、53歳。医師としての腕は疑わしく、時折「痛み止め」と称してブランデーを出したり、医大卒業するのに8年もかかったりしているため、「ヤブ医者」と呼ばれている。自身の浮気が原因で離婚しており、女子高生の娘からは憎まれている。ホリデーマートの常連客であり、スタミナ弁当を好む。里美に下心を向けるが、里美には恋愛の対象としては見られていない。最終回で娘と一緒に暮らす。
星野 遥子（ほしの ようこ） - 加賀まりこ
新太郎の叔母（新太郎の母の妹）、55歳。元はガソリンスタンドを経営していたが、コンビニ・ホリデーマートの経営に乗り換えている。その傍ら、新太郎たちの住むアパートの大家でもある。借金の返済も兼ねているが、新太郎の人の良さを見込み、ホリデーマートの店長に任命する。終盤、ロンドンにいる友人と日本茶の店を経営するために日本を離れるが、最終回に日本へ戻ってくる。
白石 あずさ（しらいし - ） - 純名里沙
小学校教諭、雄大の担任、26歳。雄大の住むマンションを訪れたところ、新太郎に雄大の母親と間違えられて平手打ちを受けるが、異性に叩かれたのが初めてであったことから新太郎を想うようになる。実家は裕福な家庭であり、父親はあずさが結婚し、教職を辞めることを望んでいるが、自分に断りなしにお見合いをセッティングしたため、家出をして新太郎の家に泊まったこともある。学校ではぶりっ子と呼ばれることが多いらしく、生徒の保護者などとはうまくいっていない。最終回、小笠原にある全校生徒26人の分校へ転任した。
吉川 秀樹（よしかわ ひでき） - 石川太門
大学生、ホリデーマート店員。主に夜勤担当で1ヶ月の給料は21万以上。東京大学へ通うが、夢をすべて叶えてしまったことで喪失感を抱いている。実家は釧路。香織から好意を受け、交際を始めた。最終回で香織と結婚するため、新太郎に仲人を頼む。
中田 香織（なかた かおり） - 伊藤裕子
ホリデーマート配達員、トラックドライバー、のちにホリデーマート店員となる。秀樹に好意を抱き、たびたびデートに誘う。最終回で妊娠3ヶ月であることが明らかになる。愛車は赤のマスタング。千花とは仲が悪い。
橋本 千花（はしもと ちか） - 池田真紀
ホリデーマート店員、17歳。高校を中退しており、友人がホリデーマートを訪ねてくることもあるが、商品を食べ散らかすなどマナーが悪い。香織に対してはつっかかることも多く、不仲である。
篠木 省二（しのき しょうぞう） - 長谷川初範
里美の通う写真の専門学校の講師で、里美の不倫相手。里美を自分のアシスタントに誘うが、里美と別れたあと、すぐに他の女性をアシスタントに雇っている。
日比野 健吾（ひびの けんご） - 角野卓造
雄大の伯父で、石川県金沢市在住。和菓子職人で、日比野姓を名乗っているが、婿養子である。雄大に死んだ妹の面影を重ねており、雄大には自分の跡継ぎになってほしいと考えており、最終回に雄大を引き取る。
藤木 麻衣（ふじき まい） - 前田亜季
小学6年生、雄大の友達。プロ野球選手を夢見ている。両親の不仲に悩んでおり、雄大を連れて家出をしたこともあった。後に両親が離婚し、最終回、母の実家がある福岡の学校に転校した。
重三の娘 - 永田杏奈
女子高生で、名前はミオ。小遣いをせびる為に重三に会いに来ることもあり、母親の再婚相手に対する不満などが原因で学校へも行かなくなる。最終回で重三と暮らす。喫煙者。
篠木の妻 - 藤森夕子
里美が篠木と不倫してることを勘付いて、ホリデーマートに乗り込んできたこともある。

## スタッフ
- 脚本：関根俊夫 （全話）
- 演出：清弘誠、横井直行、荒井光明
- プロデューサー：清弘誠、壁谷悌之
- 音楽：城之内ミサ
- 製作・著作：TBS

## 主題歌
- Fayray 「太陽のグラヴィティー」（アンティノスレコード）

## サブタイトル
| 話数   | 放送日        | サブタイトル             | 演出     |
| ------ | ------------- | ------------------------ | -------- |
| 第1話  | 1998年 7月2日 | さわらぬガキにたたりなし | 清弘誠   |
| 第2話  | 7月9日        | ガキの目にも涙           | 清弘誠   |
| 第3話  | 7月16日       | 罪を憎んでガキを憎まず   | 横井直行 |
| 第4話  | 7月23日       | 掃きだめにガキ           | 荒井光明 |
| 第5話  | 7月30日       | 亀の甲よりガキの功       | 荒井光明 |
| 第6話  | 8月6日        | 困ったときのガキだのみ   | 荒井光明 |
| 第7話  | 8月13日       | 働かざるガキ食うべからず | 清弘誠   |
| 第8話  | 8月20日       | 立つガキあとをにごさず   | 清弘誠   |
| 第9話  | 8月27日       | ガキも歩けば棒にあたる   | 横井直行 |
| 第10話 | 9月3日        | ガキに交われば赤くなる   | 荒井光明 |
| 第11話 | 9月10日       | 雨降ってガキ固まる       | 清弘誠   |
| 最終話 | 9月17日       | 笑うガキに福来たる       | 清弘誠   |